# Jaca (Espanha)
Jaca (Chaca ou Xaca em aragonês) é um município da província de Huesca , capital da comarca de La Jacetania na comunidade autônoma de Aragão, Espanha.
É composta pelos seguintes povoados: Abay, Abena, Acín, Ara, Araguás del Solano, Ascara, Asieso, Astún, Atarés, Badaguás, Banaguás, Baraguás, Barós, Bataraguá, Bergosa, Bernués, Bescós de Garcipollera, Binué, Botaya, Caniás, Espuéndolas, Fraginal, Gracionépel, Guasa, Guasillo, Ipás, Jarlata, Larrosa, Lastiesas Altas, Lastiesas Bajas, Lerés,Martillué, Navasa, Navasilla, Novés, Orante, Osia, Ullé, Villanovilla e Yosa de Garcipollera, denominados distritos rurais, que abrigam 960 habitantes.

## Geografía
Jaca é a capital da comarca de La Jacetania, a cerca de 75 km de Huesca. Está situada ao norte da província, no Vale do Aragón, numa depressão do Canal de Berdún, a 818 metros de altitude, à sombra do monte Peña Oroel, na porção central dos Pirenéus, o que faz da cidade um dos melhores locais para a prática dos esportes de inverno na Espanha.
Parte da municipalidade é ocupada pela paisagem protegida de San Juan de la Peña y Monte Oroel.

## Clima
O clima de Jaca é denominado continental de interior com nuances montanhosas, sendo a temperatura média anual de 11,4 °C.
As temperaturas em Jaca não são muito elevadas, podendo chegar abaixo de –8 °C no inverno, e nunca ultrapassando 35 °C no verão. A precipitação, que chega a 827,6 mm anuais, é mais importante no inverno, primavera e outono, sendo o verão a estação mais seca. O vento pode chegar a rajadas muito fortes no inverno. Durante essa estação, há que se destacar as nevascas importantes, que podem iniciar em outubro-novembro e acabar em março-abril, chegando a alcançar espessuras significativas, com uma máxima de 80 cm (1978).

## História

### Idade Antiga
Ainda que suas origens sejam incertas e a documentação, escassa, considera-se que Jaca foi fundada no primeiro milênio antes de Cristo, pelos jacetanos, citados pelo historiador grego Estrabão no século I como um dos povos importantes no norte da Península. Esta tribo chegou a ocupar um extenso reino, que ia dos Pirenéus até Huesca e Lérida, e cuja capital era situada em Jaca (Iacca).
A presença de povos iberos em Jaca é constatada por restos de cerâmica e lâminas de espadas de ferro do século II a. C., que foram encontrados em diversas escavações arqueológicas.

Cidadela de Jaca

Existe também uma outra hipótese, menos plausível, postulada no século XVI pelo cronista imperial Florián de Ocampo, segundo a qual Jaca foi fundada pelo capitão grego Dionisio Baco (cujo sobrenome era Yaco) no ano de 1325 a.C.
No ano de 195. C., o cônsul romano Marco Pórcio Catão deu início à conquista da cidade, que veio a terminar na primavera de 194 a.C., devido a uma armadilha que as tropas romanas armaram para as jacetanas. Ela consistiu no sítio da cidade de Jaca pelos suessetanos - povo inimigo dos jacetanos, então estabelecido no que atualmente é Cinco Villas. Os jacetanos deixaram a cidade para enfrentar seus inimigos e, uma vez em campo aberto, foram atacados pelas legiões romanas que estavam escondidas na floresta. Após a destruição das tropas jacetanas, os romanos tomaram a cidade, na qual havia restado apenas mulheres e crianças.
Integrada ao Império Romano, Jaca constituiu-se num ponto de vigilância das rotas dos Pirenéus e desenvolveu economia próspera, cujo auge se manteve até o século III. No século IV, entrou em decadência devido à ameaça de criminosos que atacavam caravanas e mercadores que transitavam pelas rotas.
Após a queda do Império Romano, os godos invadiram a península, e Jaca passou a ser conhecida como Apriz.

### Idade Média
Nas montanhas dos Pirenéus, foram mantidos territórios cristão após a invasão dos árabes devido ao protetorado carolíngio estabelecido por Carlos Magno na chamada Marca Hispânica. Um desses condados foi o núcleo do Reino de Aragão. Até 920, foi estabelecido o condado independente dos francos, Galindo II Aznárez repovoou antigas populações da bacia do Rio Aragão ao longo da qual se articulava o condado, entre as quais se encontrava Jaca, que era então uma fortaleza habitada por poucas pessoas, uma aldeia com atividade meramente agropecuária. Pertencia a uma zona dependente do monastério de Siresa e contava com um monastério que tinha uma igreja de planta basilical, reformada no século XI e demolida em 1841.
No início do século XI, Jaca era um acampamento militar fortificado em cuja vizinhança havia surgido um número exíguo de habitações, mas que ganhava cada vez mais importância devido à sua proximidade com a rota para Somport (uma das mais acessíveis para a França desde a Idade Antiga) e por sua situação estratégica no caminho de Santiago - que, neste século, ganha cada vez mais importância - e na rota para Pamplona que recorria ao Canal de Berdún.
Ramiro I de Aragão estabeleceu em Jaca uma residência real, possivelmente no forte, ficando próximo ao monastério de San Pedro, sede do bispo de Aragão, assim denominado até que, em 1077, Sancho Ramírez dotou Jaca de seu próprio foro e deu início, até 1082, à construção da Catedral de Jaca. Até então, entre o monastério de San Pedro e o forte, a aldeia permanecia desabitada. Como observou José María Lacarra, passando a ser Jaca sede real e residência habitual do bispo aragonês, começaram a chegar habitantes dedicados à administração e comerciantes que tornaram Jaca algo além de uma aldeia dedicada exclusivamente à pecuária e à agricultura.
Entretanto, o impulso definitivo ao desenvolvimento de Jaca foi dado por Sancho Ramírez em 1077,  quando, pelas disposições do mencionado Foro, pioneiro entre os territórios cristãos, converteu-se a vila à cidade, dotando-a de sede episcopal, e estabelecendo Jaca como capital do reino entre 1077 e 1096. Sancho Ramírez também edificou um novo palácio real no distrito de Santiago, e unificou os três núcleos iniciais (forte, monastério de San Pedro e burgo de Santiago) em uma única entidade populacional.

### Idade Moderna
As pestes e os incêndios do final da Idade Média afundaram Jaca em uma crise da qual somente saiu após a intervenção de Fernando, o Católico para a formação de um governo local. Isso favoreceu a burguesia local e como consequência, muitos de seus membros se tornaram mecenas de artistas. O resultado dessa ocorrência pode ser especialmente observado na catedral.

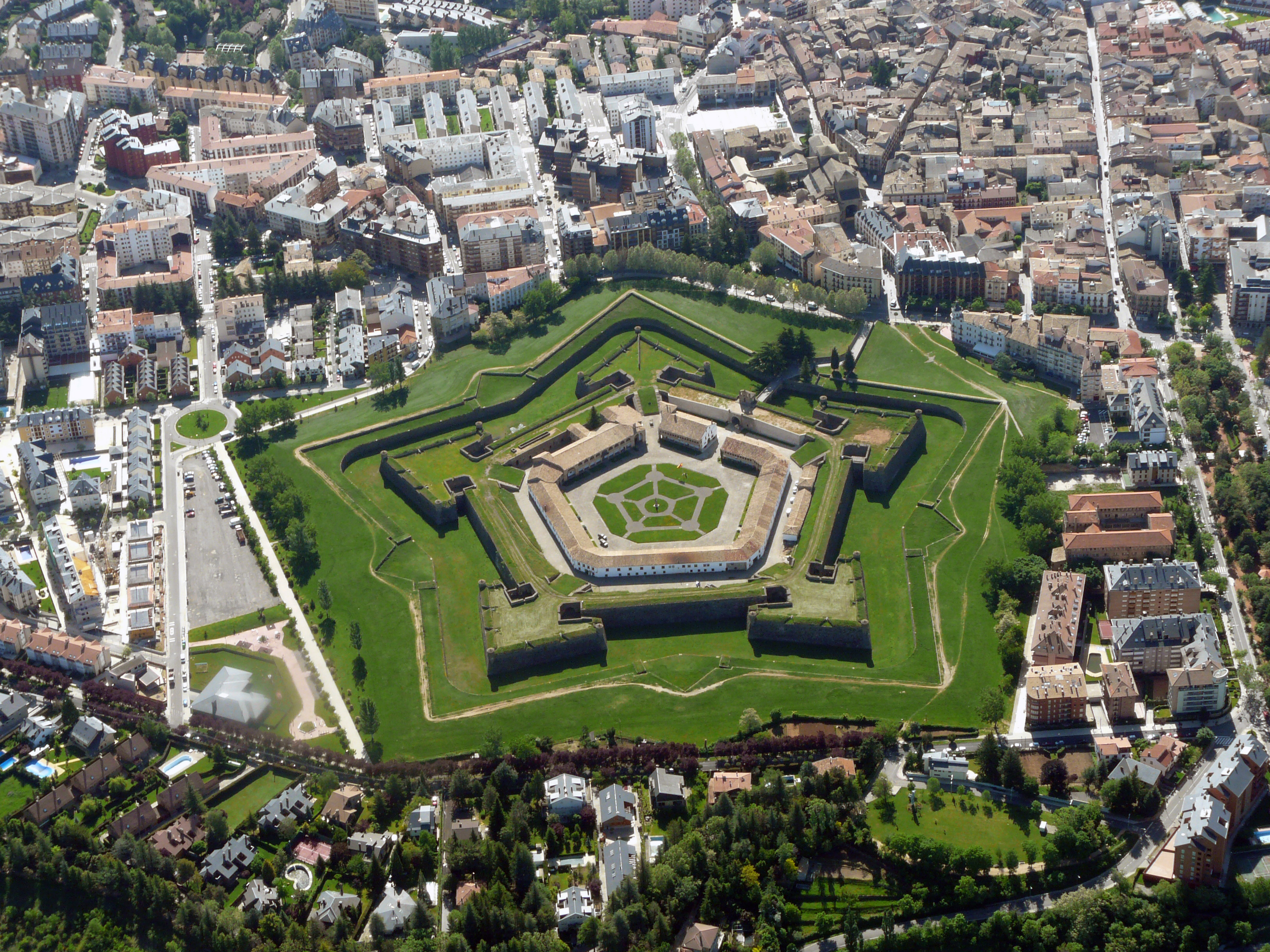
Vista aérea da cidadela de Jaca

Tendo em vista uma hipotética invasão francesa, o Rei Filipe II da Espanha ordenou a construção de várias fortalezas ao longo dos Pirenéus, entre as quais a Cidadela de Jaca, e a cidade começou a se consolidar como fortaleza militar para defesa dos reinos peninsulares.
Em 1705, Jaca se manteve fiel ao rei don Felipe.
- Guerra de Sucessão.

O papel de defesa da cidade é confirmado durante a Guerra de Sucessão Espanhola, na qual Jaca se posicionou do lado dos Bourbon. Em decorrência disso, foi cercada por aliados de Carlos de Habsburgo e socorrida pelo marquês de Salutcioa. O rei Filipe V da Espanha agradeceu à cidade de Jaca com os títulos de «muy noble, muy leal, y muy vencedora», acrescentando a flor-de-lis ao escudo de armas que ostentava a Cruz de Sobrarbe e as quatro cabeças, emblema da batalha de Alcoraz.
Jaca também desempenhou papel na Guerra dos Pirenéus, sendo um dos objetivos dos revolucionários franceses, devido à sua posição estratégica.

### Idade Contemporânea
- Guerra da Independência.

Durante a Guerra da Independência Espanhola, Jaca se rendeu aos franceses em 21 de março de 1809, devido à deserção fomentada secretamente pelo Pe. José de la Consolación. Foi recuperada em fevereiro de 1814 pelo general Francisco Xavier Mina.
Durante as Guerras Carlistas, vários soldados da guarnição de Jaca foram denunciados em 1839 por vender armas aos revolucionários.
- República na Espanha

Em dezembro de 1930, Fermín Galán Rodríguez, junto ao capitão Ángel García Hernández e outros, protagonizaram a Revolta de Jaca, pronunciamento militar que pretendia instaurar a República na Espanha. O golpe fracassou e os dois líderes mencionados foram fuzilados em 12 de dezembro.

## Pontos turísticos
- A Catedral de San Pedro de Jaca, em estilo românico. É um dos principais atrativos turísticos. Primeira catedral românica da Espanha, marco entre os monumentos do Caminho de Santiago, tanto sua arquitetura e escultura, como a pintura de seu mueseu diocesano são comparáveis às melhores obras da arte românica européia.
- A Cidadela de Jaca. Única na Espanha que conserva sua planta original.
- O Museu de Miniaturas Militares, situado en um dos quartéis da Cidadela.
- O Forte de Rapitán, localizado por sobre uma colina na vertente norte da cidade.
- A Casa Consistorial, notável edifício do século XVI.
- O Eremitério de San Cristóbal
- O Monastério das Beneditinas, transferido do monastério de Santa María en Santa Cruz de la Serós, destaca-se por sua escultura o Sarcófago de Doña Sancha.
- A Torre do Relógio
- O Caminho das Pedreiras
- O Parque Velho de Jaca
- A Igreja de Santiago.

FORA DO LIMITE URBANO.
- O Mosteiro de San Juan de la Peña, extraordinário edifício românico, no qual natura e arte se misturam.
- Espaço Natural Protegido de San Juan de la Peña y Monte Oroel.
- Igreja de Santa María de Iguacel.
- Conjunto de igrejas românicas dos distritos dependentes de Jaca.

## População
Segundo dados do INE, em 2007 Jaca contava com um total de 12.759  habitantes, dos quais 6.400 homens e 6.359 mulheres. De acordo com revisão do Padrão Municipal de Habitantes de 1 de janeiro de 2010, Jaca teria, nesse ano, uma população de 13.374 habitantes.

## Atividades esportivas e lazer
Nos arredores de Jaca pode-se conduzir diversas atividades ao ar livre. A região oferece um grande número de rotas para caminhada, entre elas a subida ao Monte Oroel, símbolo da Cidade de Jaca. Além disso, Jaca é uma das cidades por onde passa o Caminho de Santiago.
Estando Jaca situada nos Pirenéus, nas suas proximidades também é possível a prática de atividades de escalada e montanhismo. A cidade é muito visitada para a prática de esportes de inverno, existindo a possibilidade de esquiar nas estações de  Astún, pertencentes ao município de Jaca e Candanchú.
A cidade também conta com três pistas de gelo, duas delas com dimensões olímpicas.

## Festas

### Festival Folclórico dos Pirenéus
O Festival Folclórico dos Pirenéus é celebrado a cada dois anos, alternados com a mesma celebração na cidade de Oloron-Sainte-Marie, França.

### Primeira Sexta-feira de Maio
Entre outras festividades tradicionais, anualmente é celebrada a Festa da Primeira Sexta-feira de Maio, que comemora a lendária batalha da planície da Vitória (que a tradição situa em cerca de 760) ), na qual presumidamente o Conde Aznar repeliu o ataque de um exército muçulmano que pretendia reconquistar a cidade.

## Cidades irmãs
Jaca é cidade-irmã da valenciana Elche, com a qual mantém importante relação de cooperação.
Entretanto, é com a cidade francesa de Oloron-Sainte-Marie, localizada do outro lado dos Pirenéus, com que mais se relacionou ao longo da história.
- Elche, Espanha
- Oloron-Sainte-Marie, França

## Cidadãos de destaque
- Nacho Biota, jogador de basquetebol.
- Diego Ruiz Asín, esquiador.
- Julián Borderas Pallaruelo, político.
- Carlos Castán Usieto, jogador de futebol.
- Carlos Pauner, alpinista.
- Rafael Andolz Canela, escritor.